# 有本さゆみ
有本 さゆみ（ありもと さゆみ、1987年5月16日 - ）は、日本のタレント、歌手、作詞家、振付師である。
現在は振付師、作詞家として活動している。
千葉県出身。身長158cm。
アイドルグループ虹色スイッチの元メンバーでリーダーである。緑担当。愛称はさゆみん。

## 人物
千葉県松戸市出身。4歳から10年間ピアノを習い、サックスなども習っていた。
12歳からダンスレッスンに通いだし高校1年から3年間EXPG（EXILE PROFESSIONAL GYM）に通っていた。
その後2008年からタレント、アイドル活動を開始。
一時活動を休止していたがダンスボーカルユニット虹色スイッチのメンバーとして2010年デビュー。
虹色スイッチとしては、CDリリース、卒業までに672公演のライブを行い、2012年5月有明コロシアムにて行われた日本プロバスケットボールBjリーグにライブ出演し、閉会式のアシスタントなども務めた。
また2013年7月と9月に行われた格闘技RISEのオープニングパフォーマンスゲストを務めた。
2013年11月24日に行われた「虹色スイッチワンマンライブ さゆみん＆なちゅ卒業公演 一生女気～虹色…虹色…スイッチON!!!」を最後に卒業。
虹色スイッチの楽曲は全て作詞と振付けを担当していて、他アイドルユニットの振付け、作詞なども手がけていた。
卒業後は振付師、作詞家として活動している。

## CDリリース作品
1. 恋は急上昇↑↑（2010年8月1日発売）
2. 真夜中のシンデレラ（2010年8月1日発売）
3. 願い星／to sound （2010年11月15日発売、MSSR-1023） - オリコンインディーズチャート4位
4. ときめき列車（2011年1月1日発売）
5. 空とキミとボク／好きになってもいいですか？（2011年3月16日発売、MSSR-1025）、- オリコンインディーズチャート8位
6. Maze（2011年5月28日発売）
7. 和心漸進∞ボクラノ祭／コイノカケラ（2011年8月27日発売、MSSR-1028）
8. にじのうた / LuvSick..xx（2012年9月26日、MSSR-1037／MSSR-2037
9. No control／SUMMER☆LIP（2013年8月28日発売）

## その他の楽曲
- 幸福探偵～野良猫Key～
- dear snow

## 出演
虹色スイッチ以外での出演。

### バラエティ
- 孝太郎が行く2（2008年9月 - 10月、フジテレビ）
- それ行けテンポザン![リンク切れ](2008年9月21日 - 12月21日、あっ!とおどろく放送局) - FTG（4代目テンポザンガール）として出演
- AKiBAッテキ!!(スカパー!エンタ!371)
- 告っちゃ!(GyaO)

### その他
- 高木ブーとニューハロナ『ハワイアン・クリスマス・ディナーショー』 - パパリナ4としてゲスト出演
- ディズニーファン(講談社)